# 1924年古巴飓风
1924年古巴飓风（英語：1924 Cuba hurricane）是有纪录以来正式确认存在的第一场五级大西洋飓风，于这年10月14日在加勒比地区西部形成，然后在向西北方向移动期间缓慢组织。到10月16日时，气旋已在尤卡坦半岛东部达到飓风强度，接下来的移动路线形成小规模逆时针环路。10月18日，风暴开始快速增强，估计在次日达到持续风速每小时270公里的最高强度，可在现代萨菲尔-辛普森飓风等级下达到五级标准。此后不久，飓风以最高强度袭击古巴最西端，成为有正式纪录以来吹袭该国的最强风暴。气旋大幅减弱，以风力时速150公里强度袭击佛罗里达州西南部人烟稀少的地区。飓风在穿越该州期间弱化成热带风暴，然后加速向东北偏东移动，最终于10月23日被百慕大南部的冷锋吸收。
风暴在穿越加勒比海西部期间逐渐发展，沿途降下暴雨，风速不断提升。古巴西部因狂风受到重创，两个小镇几乎完全被毁，该国比那尔德里奥省有约90人丧生。气旋接下来又在佛罗里达州南部降下暴雨，引发洪灾并导致庄稼受损。该州遭受的破坏程度较轻，并且没有人员丧生。

## 气象历史
10月14日，洪都拉斯东岸近海的加勒比海西部上空有热带低气压形成。气旋规模庞大但强度不高，在缓慢朝西北方向移动的同时逐渐增强。10月15日，估计低气压达到热带风暴强度，强化速度变得更加稳定。次日，风暴在金塔纳罗奥州科苏梅尔岛东南方向约215公里海域达到飓风标准。与此同时，气旋开始在尤卡坦半岛东岸近海以小规模逆时针环状路径移动，到10月18日移动路线已经形成完整的环形，风速则提升至每小时185公里，达到大型飓风标准，在现代萨菲尔-辛普森飓风等级下已达三级强度。由于缺乏气象卫星等现代观测手段，飓风强度都是之后根据船只和地面气象局所测气压和最大持续风速推算所得。
10月18日晚，风暴在朝东北偏北的古巴移动期间快速增强，有船只测得每小时193公里风速。气象机构起初认为这是气旋的最高强度，但之后的研究结果表明飓风还经过进一步强化，所以行经洋面的气压非常低。一艘船只在风暴最大风速半径内测得922毫巴气压值，并且之后还发现船上气压计所测数值偏高5毫巴，所以正确气压值应为917毫巴。此外，还有陆地上的气象站测得932毫巴（百帕，27.52英寸汞柱）气压。大西洋海洋学和气象实验室的飓风研究部根据这些读数推断飓风在距古巴西海岸非常近的海岸达到910毫巴最低气压，表明其最大持续风速达每小时270公里。10月19日晚，飓风从古巴最西端的比那尔德里奥省登陆。古巴国家天文台台长何塞·卡洛斯·米拉斯（José Carlos Millás）认为，这场飓风是古巴所在纬度经历的最强热带气旋之一。
离开古巴进入墨西哥湾后，飓风大幅减弱。10月20日，风暴从基韦斯特以西非常近的海域经过，再于10月21日凌晨以风力时速150公里强度进入马可岛上空。气旋转向东面移动并进一步减弱，在从迈阿密上空或附近经过时消退成热带风暴。气旋加速向东北偏东移动，进入巴哈马阿巴科群岛上空。经过进一步弱化，风暴同逐渐逼近的冷锋相互影响，于10月23日晚转变成温带气旋，此后不久便被冷锋吸收。

## 影响和纪录
风暴尚在发展时就令洪都拉斯近海的天鹅群岛风速提高，气压降低。牙买加普降暴雨，引发街道洪灾和多起泥石流，但破坏程度很轻，通讯和铁路运输也没有受到影响。风暴从伯利兹东部近海掠过期间产生的风力很小，降雨量约为92毫米。
古巴最西端受到狂风重创，破坏程度类似龙卷风。洛斯阿罗约斯和曼图阿遭受重大破坏，其中曼图阿约有十余人死亡，50人受伤，全城几乎所有建筑都受到重创，烟草作物也遭受沉重打击。比那尔德里奥省西部所有的通讯线路都被飓风摧毁，距离风暴中心更远的首都哈瓦那测得时速116公里的南风，最低气压999毫巴（百帕，29.5英寸汞柱）。整个古巴估计共有约90人丧生，许多船只倾覆，其中大部分是渔船。风暴过后几天里， 古巴总统阿尔弗雷多·萨亚斯·阿方索（Alfredo Zayas y Alfonso）授权向比那尔德里奥省灾民提供价值约三万美元的援助。
早在登陆佛罗里达州数天前，气旋的外围雨带就令该州普遍出现降水。佛罗里达州向北直至锡达礁和泰特斯维尔的东、西海岸沿线都收到风暴警告。之后这些地区又接获飓风警告。面对风暴登陆的威胁，坦帕地区的学校关闭。飓风在从基韦斯特西侧经过时首度对佛罗里达州产生影响，当地持续风速为每小时107公里，阵风时速120公里。美国国家气象局提前发布警告，建议船只留在港口内不要出海，居民采取措施加固房屋，所以当地除部分树木倒塌外所受破坏很小。风暴之后从佛罗里达州西南部人烟稀少的地点上岸。麦尔兹堡和蓬塔戈尔达都受到破坏，通讯一度中断，但没有人员遇难。气旋沿途降下暴雨，最高24小时降雨量达590毫米，估计创下佛罗里达州的新纪录。迈阿密有气象站测得309毫米雨量，当地风速接近飓风强度。狂风和降水共同影响，导致当地5%的柑橘和鳄梨作物受损。降雨还致使迈阿密地区的街道、民房和商用建筑被淹，数百人无法使用电话。此外，巴哈马没有受到飓风影响。
美国国家飓风中心重新分析1921至1925年的热带气旋后认定，1924年这场飓风的最高风速达每小时270公里，在现代萨菲尔-辛普森飓风等级下属五级飓风标准，是有纪录以来首场大西洋五级飓风，把原本由1928年奥基乔比飓风保持的纪录提早四年。同时，这也是官方纪录中唯一以五级强度登陆古巴的热带气旋。虽然1846年的哈瓦那大飓风同样以五级强度袭击该国，但大西洋飓风数据库最早只统计到1851年。“托莱多号”（Toledo）汽船一度测得风暴气压低至922毫巴（百帕，27.22英寸汞柱），打破1853年一场飓风保持70余年的最强大西洋飓风纪录。不过新纪录只保持八年就被1932年古巴飓风以915毫巴（百帕，27.02英寸汞柱）打破。比那尔德里奥省的洛斯阿罗约斯和曼图阿测得932毫巴（百帕，27.52英寸汞柱）气压，至今仍是古巴陆地上测得的最低气压值。